# 贝拉克鲁斯 (巴西)
贝拉克鲁斯是巴西塞阿拉州的一个市镇。总面积841.718平方公里，2007年总人口29252人，人口密度34.8人/平方公里。